# Ball de Rams de Sant Andreu de Palomar
El Ball de Rams de Sant Andreu de Palomar és un ball que s'havia ballat tradicionalment per la festa major del barri, però a final del segle xix es va perdre. El 2002 el va recuperar l'Esbart Maragall i des de llavors el dissabte anterior al 30 de novembre se'n fa la ballada, amb una gran participació. Cada any més parelles s'hi uneixen de manera espontània als passos que marquen els membres de l'Esbart Maragall al voltant de la plaça d'Orfila.
Com a dansa que representa un galanteig, les balladores duen un ventall i els balladors un pom de flors. Durant la dansa, els balladors lliuren el ram a les parelles d'una manera molt gentil.
Des del 2012 es fa una segona representació del Ball de Rams que té un caràcter més protocol·lari i institucional. Conegut per «La gala», s'executa el diumenge de la festa major davant la porta de l'antic ajuntament. En aquest ball hi participa un nombre més reduït de parelles, vestides a la manera tradicional. «La gala» és presidida pel regidor del districte i el pregoner o la pregonera de la festa major, que és qui lliura els rams al noi de cada parella durant la dansa. Per difondre el passos del ball i fer la festa encara més popular, l'esbart ha creat una comissió que ofereix assaigs a particulars i entitats.